# ラフィー・ウッダラジャート
ラフィー・ウッダラジャート（ヒンディー語：रफी उद-दर्जत, ウルドゥー語：رفیع الدرجات, Rafi ud-Darajat, 1699年12月1日 - 1719年6月13日）は、北インド、ムガル帝国の第10代君主（在位：1719年）。父は第7代君主バハードゥル・シャー1世の三男ラフィー・ウッシャーン。

## 生涯
1699年12月1日、ラフィー・ウッダラジャートは、バハードゥル・シャー1世の三男ラフィー・ウッシャーンとその妃ラズィーヤトゥンニサー・ベーグムの息子として生まれた。
1719年2月、サイイド兄弟はファッルフシヤルを廃位し、新たな皇帝にラフィー・ウッダラジャートを即位させた。
だが、ラフィー・ウッダラジャートの治世の間、アーグラ太守であるビールバルがサイイド兄弟に対抗するため、同年5月18日にアウラングゼーブの孫ネクシヤルを擁立する事態も発生した。
そして、同年6月6日にサイイド兄弟らはラフィー・ウッダラジャートを廃位し、同月8日に新たな皇帝にその兄ラフィー・ウッダウラ（シャー・ジャハーン2世）を即位させた。同月13日、ラフィー・ウッダラジャートはサイイド兄弟によって、アーグラで殺害された。ただし、結核で死亡したとする場合もある。

## 家族

### 后妃
- イナーヤト・バーヌー・ベーグム